# Довгинцівський район
Довги́нцівський райо́н — район у південно-східній частині Кривого Рогу, займає площу 5 305 га. Населення району становить понад 100 тисяч осіб.

## Історія
Довгинцівський район м. Кривого Рогу утворений Указом Президії Верховної Ради Української РСР від 7 грудня 1979 року.
У 1997 році до складу району увійшло селище Незалежне.

## Житлові райони
Довгинцеве, Суворова, мікрорайони: Східний-1, Східний-2, 3, Дружба, Розвилка, поселення: Залізничне і Калініне, Цементників.

## Головні вулиці
- Університетський проспект
- Дніпровське шосе
- вул. Соборності
- вул. Гетьмана Івана Мазепи

## Визначні об'єкти
- Курган «Могила Налєтіна»

## Підприємства
- ПАТ «Криворізький суриковий завод»,
- ПАТ «ХайдельбергЦемент Україна»,
- ТОВ «Спарта»,
- ТОВ «Дніпропромсінтез»,
- ПП «Південбурводбуд»,
- ТОВ «Промфактор»,
- ТОВ «Віконда»,
- ПАТ "Науково-дослідний та проектний інститут зі збагачення та агломерації руд чорних металів «Механобрчормет»,
- КП «Криворіжкнига» КМР.
- КП "Міський Тролейбус", на базі депо 2

## Релігійні громади
- Олександра Невського храм (Сільськогосподарська вулиця, Ново-Довгинцеве)

## Транспорт

### Залізничні станції
- Кривий Ріг-Головний
- Лісозахисна
- Новоблочна
- Батуринська
- 93 км

### Автовокзал
- Кривий Ріг

## Пам'ятки
- Криворізький дендропарк
- Братська могила загиблих воїнів та підпільників (Довгинцівський район)
- Братська могила патріотів-батуринців та комсомольців-чекістів
- Пам’ятний знак воїнам-водіям БМ-13 «Катюша»
- Пам’ятник працівникам локомотивного депо (Кривий Ріг)
- Могила міліціонерів, що загинули при виконанні службових обов’язків

## Персоналії
- Хлівний Богдан Геннадійович (1993—2018) — старший солдат Збройних сил України, учасник російсько-української війни.